# Uberto da Pirovano
Uberto da Pirovano  , el Catalán, (né en Brianza en Lombardie, Italie, et mort le  13 mars 1211  à Milan) est un cardinal italien   du XIIIe siècle. 

## Biographie
Uberto Da Pirovano est chanoine à  Valence, Majorque et Monza. Le pape Innocent III le crée cardinal lors du consistoire de  1205. Le cardinal da Pirovano est élu archevêque de Milan en 1206. Le pape le demande à accueillir les Poveri Cattolici à Pavie, après leur approbation de leur mode  de vie en 1208. Pirovano couronne l'empereur Otton IV à Milan comme roi d'Italie en 1209/1210 et supporte la rédaction du Liber iurum de l'église de Milan à faire un obstacle contre les attaques des possessions ecclésiastiques.